# Brzegi (województwo wielkopolskie)
Brzegi – wieś w Polsce, położona w województwie wielkopolskim, w powiecie czarnkowsko-trzcianeckim, w gminie Krzyż Wielkopolski, na pograniczu Puszczy Drawskiej, niedaleko jeziora Królewskiego.
| SIMC    | Nazwa   | Rodzaj    |
| ------- | ------- | --------- |
| 0526794 | Rzeczyn | część wsi |

W latach 1975–1998 miejscowość administracyjnie należała do województwa pilskiego. Niewielka wieś położona w odległości 3 km od Krzyża Wlkp.
Przez miejscowość przepływa Człopica, rzeka dorzecza Warty.
Brzegi zostały lokowane w roku 1716, kiedy właścicielem wielkich dóbr wieleńskich, do których te ziemie należały, był Jan Kazimierz Sapieha. Wieś ma typową lokację holenderską. Podstawowym źródłem utrzymania mieszkańców tej wsi jest prowadzenie gospodarstw rolnych. Przez wieś przechodzi kilka szlaków turystyczych biegnących z Krzyża Wlkp. i dalej na północ. Najcenniejszą budowlą w Brzegach jest kościół pw. św. Stanisława Kostki, pochodzący z drugiej połowy XIX wieku. Obok świątyni wznosi się 120-letnia dzwonnica ufundowana przez dawnych mieszkańców wsi w wyrazie wdzięczności za uratowanie przed zarazą.
Wieś posiada podstawową infrastrukturę – sieć wodociągowa, oświetlenie uliczne i sieć telefoniczną.